# Винко Радовановић
Винко Радовановић (Сарајево, 3. август 1957 — Источно Сарајево, 24. октобар 2021) био је српски политичар, градоначелник Источног Сарајева, посланик у Народној скупштини Републике Српске, делегат у Дому народа Парламентарне скупштине Босне и Херцеговине и амбасадор Босне и Херцеговине у Црној Гори.

## Биографија

### Приватни живот
Рођен је 3. августа 1957. године у Сарајеву. Гимназију је завршио на Илиџи, а 1983. године Медицински факултет у Сарајеву. Од 1985. године ради као љекар опште медицине у Дому здравља Илиџа. Током Одбрамбено-отаџбинског рата је радио у амбуланти у Војковићима и у II сарајевској бригади. Специјалистички испит из области хирургије положио је 1999. године. Био је ожењен, отац једног дјетета и деда једне унуке .
Након лијечења од коронавируса, преминуо је у 64. години дана 24. октобра 2021. године у Болници "Србија" у Источном Сарајеву. Сахрањен је дан касније, 25. октобра 2021. на породичном гробљу Војковићи - Грлица. Истога дана у Административном центру Града Источно Сарајево одржана је комеморација на којој су присуствовали званичници Града, партијске колеге из ПДП-а и други политичари са простора Сарајевско-романијске регије.

### Политичка каријера
Радовановић је био један од оснивача ПДП-а 1999. године. Један период обављао је дужност потпредсједникa партије. Био је посланик Петог сазива Народне скупштне Републике Српске у периоду од 2000. до 2002. године. Касније је био делегат у у Дому народа Парламентарне скупштине Босне и Херцеговине. Више пута изабран је за посланика у Скупштини општине Српска Илиџа, односно касније Источна Илиџа. Функцију градоначелника Источног Сарајева обављао је у периоду 2009 - 2013. године. На Локалним изборима у Републици Српској 2016. године, добио је 499 гласова од 9.451 важећих и изабран за посланика Скупштине општине Источна Илиџа . Током 2017. године обављао је функцију потпредсједника Скупштине Града Источно Сарајево. Радио је и као замјеник градоначелника. Од 2018. до септембра 2019. године био је амбасадор Босне и Херцеговине у Црној Гори. Након Подгорице, радио је у Градској управи Источног Сарајева као савјетник градоначелника.

### Градоначелник
2009. године наслиједио је градоначелничку функцију од Радомира Кезуновића, коалиционог колеге из СДС-а. Значајни догађај током обављања мандата била је додјела организације Зимског европског олимпијског фестивала младих (EYOF) заједно са Градом Сарајевом. Градови Источно Сарајево и Сарајево добили су 08. децембра 2012. године улогу домаћина поменутог фестивала  који се требао одржати 2017. године. Због организационих проблема, фестивал је у Источном Сарајеву и Сарајеву одржан двије године касније, 2019. године.
Током обављања мандата, Влада Републике Српске додијелила је Градској управи недовршену зграду Телекома Српске у Улици Стефана Немање у Источном Новом Сарајеву. Зграда данас служи као Административни центар града Источно Сарајево.